# 海河开启桥
39°00′00″N 117°40′11″E / 39.0°N 117.6698°E海河开启桥，是中國天津市滨海新区内联通于家堡金融区和响螺湾商务区的大型开启桥，亚洲跨度最大、安装精度最高的新型可开启桥梁。